# Watling Street

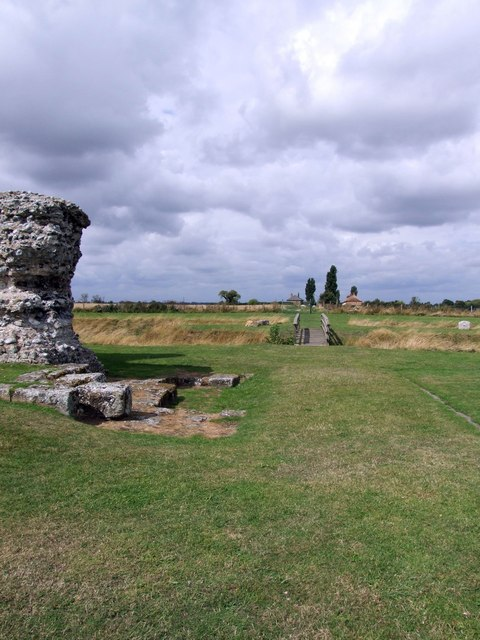
Watling Street bei Richborough

Watling Street ist eine ehemalige Römerstraße in England, die von Rutupiae (Richborough) an der Südostküste über Durovernum Cantiacorum (Canterbury), Durobrival (Rochester), Londinium (London), Verulamium (St Albans) nach Viroconium (heute Wroxeter in Shropshire) führte.
Sie war der erste Teil des Netzwerks, das die Römer zur Erschließung der neuen römischen Provinz Britannia (Britannien) anlegten. Von den Angelsachsen wurde sie Wæcelinga Stræt genannt, wörtlich „die Straße der Leute von Wæcel“. Es ist nicht bekannt, wer Wæcel war, aber er gab auch Wæclingacaester (Verulamium) seinen Namen, und es ist wahrscheinlich, dass der Straßenname anfangs nur für die Strecke zwischen dieser Stadt und London galt, bevor er auf die gesamte Straße angewandt wurde.

## Geschichte
Im Jahre 61 fand die Schlacht an der Watling Street statt, in der die Römer unter dem Statthalter Gaius Suetonius Paulinus die aufständischen Stämme der Icener und Trinovanten unter der Heerführerin Boudicca irgendwo an der Watling Street entscheidend schlugen.
Wie die meisten Römerstraßen verfiel auch die Watling Street nördlich Londons, nachdem die Römer Britannien verlassen hatten.
Der Vertrag von Wedmore verpflichtete im 9. Jahrhundert die geschlagenen Dänen, sich in die Region nördlich und östlich der Watling Street zurückzuziehen, die dann den Namen Danelag erhielt.
Es ist wahrscheinlich, dass Geoffrey Chaucers Pilger die Watling Street benutzten, um in seinen Canterbury Tales von Southwark nach Canterbury zu reisen.
Im frühen 19. Jahrhundert wurde die Straße von Thomas Telford als gebührenpflichtige Straße wiederhergestellt, damit sie von Postkutschen, die die Post von und nach Wales und Irland transportierten, benutzt werden konnte. Zu diesem Zweck wurde die Straße bis nach Holyhead in Wales verlängert.
Der größte Teil der Straße wird auch heute noch benutzt, lediglich einige Abschnitte verlaufen jetzt anders. Das Stück zwischen London und Dover ist heute die A2 road, das Stück zwischen London und Shrewsbury die A5 road (die bis Holyhead weiterführt), während ein Teil der ursprünglichen Straße bei London jetzt Teil der Autobahn M 1 ist.
Eine Watling Street existiert noch innerhalb Londons nahe der U-Bahn-Station „Mansion House“; allerdings ist es unwahrscheinlich, dass sie etwas mit der Römerstraße zu tun hat. Diese überquerte die Themse mittels der ersten London Bridge. Nuneaton, Cannock, Dartford, Gravesend, Rochester, Gillingham, Canterbury, Milton Keynes und St Albans haben unter ihren Straßennamen eine Watling Street.